# ویکتور کلیمنکو (خواننده)
ویکتور کلیمنکو (به انگلیسی: Viktor Klimenko) (زاده ۲۴ نوامبر ۱۹۴۲) خواننده فنلاندی است.
او نماینده فنلاند در یوروویژن ۱۹۶۵ بود.